# ورنر کلمپرر
وِرنِر کلمپرر (به آلمانی: Werner Klemperer)‏ (۲۲ مارس ۱۹۲۰ – ۶ دسامبر ۲۰۰۰) بازیگر سینما و تلویزیون اهل آلمان بود.
از فیلم‌ها یا برنامه‌های تلویزیونی‌ای که او در آن نقش داشته‌است می‌توان به محاکمه در نورنبرگ اشاره کرد.
وِرنِر کلِمپرِر پسر اتو کلمپرر، موسیقی‌دان و رهبر ارکستر نامدار بود.